# Кучки Ком
Кучки Ком е най-високият връх на Комовите и втори по височина в Черна гора след Боботов Кук в Херцеговина, и с еднаква височина с Безименни връх в Дурмитор (ако не се броят Зла Колата, Добра Колата и Росни връх на границата с Албания).
Кучки Ком е на централния вододел между Черноморския и Адриатическия отток. Северно от него са Васоевички Ком (2460 m — на Васоевичите) и Леворечки Ком (2453 m).